# Bureun-myeon
Bureun-myeon (koreanska: 불은면)  är en socken i landskommunen Ganghwa-gun i provinsen Incheon,  50 km nordväst om huvudstaden Seoul. Bureun-myeon ligger på ön Ganghwado.